# Zaklików (gemeente)
De gemeente Zaklików is een landgemeente in het Poolse woiwodschap Subkarpaten, in powiat Stalowowolski.
De zetel van de gemeente is in Zaklików.
Op 30 juni 2004 telde de gemeente 8 642 inwoners.

## Oppervlakte gegevens
In 2002 bedroeg de totale oppervlakte van gemeente Zaklików 202,15 km², waarvan:
- agrarisch gebied: 26%
- bossen: 62%

De gemeente beslaat 24,27% van de totale oppervlakte van de powiat.

## Demografie
Stand op 30 juni 2004:
| Omschrijving                   | Totaal | Totaal | Vrouwen | Vrouwen | Mannen | Mannen |
| ------------------------------ | ------ | ------ | ------- | ------- | ------ | ------ |
| eenheid                        | aantal | %      | aantal  | %       | aantal | %      |
| inwoners                       | 8 642  | 100    | 4 422   | 51,2    | 4 220  | 48,8   |
| bevolkingsdichtheid (inw./km²) | 42,8   | 42,8   | 21,9    | 21,9    | 20,9   | 20,9   |

In 2002 bedroeg het gemiddelde inkomen per inwoner 1 346,36 zł.

## Plaatsen
- Zaklików,
- Antoniówka,
- Baraki Nowe,
- Baraki Stare,
- Dąbrowa,
- Gielnia,
- Goliszowiec
  - Kruszyna (przysiółek),
- Irena,
- Józefów,
- Karkówka,
- Lipa,
- Łążek,
- Łysaków,
- Łysaków-Kolonia,
- Zdziechowice Pierwsze,
- Zdziechowice Drugie
  - Radna Góra (przysiółek).

## Aangrenzende gemeenten
Gościeradów, Potok Wielki, Pysznica, Radomyśl nad Sanem, Trzydnik Duży